# Circondario di Uelzen
Il circondario di Uelzen (targa UE) è un circondario (Landkreis) della Bassa Sassonia, in Germania.
Comprende 2 città e 27 comuni.

Capoluogo e centro maggiore è Uelzen.

## Geografia antropica
Tra parentesi i dati della popolazione al 31 dicembre 2021.

### Città
- Uelzen (comune indipendente) (33 629)

### Comuni
- Bienenbüttel (6 792)

### Comunità amministrative (Samtgemeinde)
- Samtgemeinde Aue (12 445), con i comuni:

1. Bad Bodenteich, Flecken (3 775)
2. Lüder (1 255)
3. Soltendieck (1 038)
4. Wrestedt * (6 377)

- Samtgemeinde Bevensen-Ebstorf (26 536), con i comuni:

1. Altenmedingen (1 437)
2. Bad Bevensen, (città) * (9 400)
3. Barum (756)
4. Ebstorf, (comune mercato) (5 387)
5. Emmendorf (707)
6. Hanstedt (929)
7. Himbergen (1 690)
8. Jelmstorf (750)
9. Natendorf (724)
10. Römstedt (802)
11. Schwienau (691)
12. Weste (941)
13. Wriedel (2 322)

- Samtgemeinde Rosche (6 625), con i comuni:

1. Oetzen (1 142)
2. Rätzlingen (465)
3. Rosche * (2 041)
4. Stoetze (569)
5. Suhlendorf (2 408)

- Samtgemeinde Suderburg (6 867), con i comuni:

1. Eimke (828)
2. Gerdau (1 414)
3. Suderburg * (4 625)